# Gustav Nagel
Carl Gustav Adolf Nagel, vystupující jako gustaf nagel (28. března 1874 Werben – 15. února 1952 Uchtspringe) byl jedním z potulných kazatelů v Německu na počátku 20. století a součástí hnutí označovaného jako Inflační svatí.

## Život
Narodil se v rodině hostinského a v mládí se učil obchodníkem v Arendsee, ale pro onemocnění plic se roku 1892 stal vegetariánem, léčil se hydroterapií podle Sebastiana Kneippa a žil v zemljance. Nechal si narůst dlouhé vlasy, chodil bos a často pouze s bederní rouškou a během putování prodával pohlednice s vlastními portréty. Pohlednic po 10 fenicích prodal kolem 50 000 a mimo ně asi 12 000 pamfletů se svými texty. V Arendsee byl dočasně zbaven svéprávnosti.
Na jaře 1902 se vydal na pouť od jezera Arendsee do Jeruzaléma a Palestiny. Cestou navštívil Gusto Gräsera v Monte Veritá (dorazil bos za sněhové bouře) a také Diefenbacha na Capri. Na zpáteční cestě potkal bývalou členku Diefenbachovy komuny Marii Annu Konhäuser se kterou se oženil (1904–1907) a měl syna Frederika. Dítě chtěl pokřtít v ledových vodách Arendsee a přitom ho neúmyslně usmrtil.
Jeho druhá žena Johanna Raith (1912–1926) mu porodila tři syny. Předváděl ji při hře na harmonium, když přitom pózoval jako Ježíšův věrozvěst v „rajské zahradě“, kterou vybudoval u jezera na zakoupeném pozemku. Postupně zde vznikl malý areál staveb, jehož zbytky se zachovaly jako gustaf-nagel-Areal a jsou považovány za časný příklad „organické architektury“.
Roku 1920 byla jeho manželka na konci psychických sil a pokusila se utopit spolu s jejich nejmladším synem. Roku 1924 založil Nagel Deutsche kristliche Folkspartei a kandidoval ve všeobecných volbách, a roku 1928 do Reichstagu, ale získal jen nepatrný počet hlasů. Stále pěstoval svůj vzhled a pózoval pro návštěvníky ve svém chrámu jako Ježíšův posel. Jen roku 1927 se na něj přišlo podívat 10 000 lidí. Jeho třetí manželství s Eleonore Teichmann (1938–1941) bylo bezdětné.

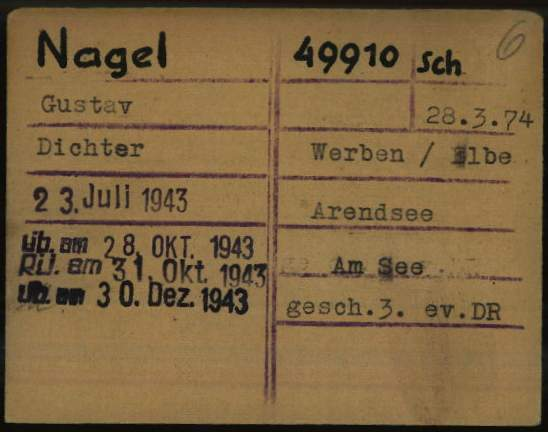
Registrační karta Gustava Nagela jako vězně v koncentračním táboře Dachau

Po nástupu Hitlera roku 1933 kázal proti pronásledování Židů a nakonec byl roku 1943 poslán do koncentračního tábora Dachau a roku 1944 do psychiatrické léčebny Uchtspringe. Po skončení války byl z léčebny propuštěn, ale roku 1950 se tam vrátil a o dva roky později zde zemřel na selhání srdce.
Roku 1996 byla v Arendsee založena „Arbeitsgruppe Gustav Nagel“, registrovaná jako spolek od roku 1999 („gustaf nagel – Förderverein“), která připomíná jeho literární odkaz, pořádá každoroční „gustaf nagel Tag“ a opatruje zbytky jeho staveb. Na plážové promenádě je pivnice „U starého Gustafa“.

### Písemná pozůstalost
- 1904: meine Schuldigkeit (Má povinnost)
- od 1906: das sontagsblatt (nedělní listy)
- 1920: mein Testament (Moje vyznání)
- kolem 1920: erklärung des faterunsers (prohlášení otce našeho)
- 1922: 1. Tempelbotschaft (první vyslanec chrámu)
- 1922: Der Mensch und seine Bildung (Člověk a jeho vzdělání)
- 1924: der morgengrus (kniha poezie, jeho nejslavnější dílo)
- 1929: program der deutsch-kristlichen (mittelstands) folkspartei (program jeho strany)
- 1931: der deutsch-kristliche mittelstand-folksbund bundesbrief (zakládací listina strany)
- 1948: Friedensbotschaft an die vier Stadtkommandanten in Berlin (Mírové poselství čtyřem velitelům Berlína)